# Mustafa Karasu
Mustafa Karasu (nascut el 1950 a Gürün, Sivas), també conegut com a Huseyin Ali és el sotscap del Partit dels Treballadors del Kurdistan, un grup rebel kurd que lluita contra el govern turc per l'establiment d'un Kurdistan independent. El grup és considerat com a organització terrorista per Turquia, els Estats Units i la UE. Amb Cemil Bayık i Duran Kalkan és vist com un dels durs entre els dirigents del PKK i està acusat de tenir vincles amb l'Iran. És el líder dels alevis xiïtes dins del PKK. El seu nom estava en la llista de 248 membres del PKK dels quals Turquia desitjava l'extradició de l'Iraq el 10 de juliol del 2010.
Va ser empresonat durant diversos anys després del cop d'estat del 1980; després del seu alliberament, es va convertir en membre del buró polític del PKK i dirigí l'ERNK En l'actualitat és membre del Consell Executiu (govern de facto) de la Koma Civakên Kurdistan (KCK), que és l'organització paraigua del PKK.